# Vértesy Gyula
Vértesy Gyula (Balassagyarmat, 1867. szeptember 22. – Budapest, 1925. június 10.) író, tanfelügyelő, újságíró, a Petőfi Társaság tagja.
Vértesi Arnold író unokaöccse.

## Élete
Apja Balassagyarmaton volt ügyvéd és megyei főszolgabíró, majd a család Pásztóra költözött. Középiskoláit Besztercebányán és Losoncon végezte.
Pályáját Balassagyarmaton törvényszéki tisztviselőként kezdte, de hamarosan elcsábította az újságírói pálya. 1889-ben Debrecenbe ment, ahol nagybátyja, Vértesi Arnold lapja, a Debreceni Ellenőr szerkesztője (1891-1892) volt, közben beiratkozott az ottani református jogakadémiára. 1893-ban a fővárosba költözött és továbbra is újságírással foglalkozott, az Egyetértésnek és a Nemzetnek segédszerkesztője volt.
1899-ben szerzett jogi doktorátust a budapesti egyetemen. 1902-ben Nagyszebenben lett tanfelügyelő, majd a fővárosban tanfelügyelő-helyettes, később egy ideig Torontál vármegye, utána Temesvár tanfelügyelője volt, később pedig miniszteri tanácsos lett. 1906-tól a Petőfi Társaság, 1908-tól az Arany János Társaság tagja, az utóbbi társaságnak alelnöke is volt.

### Írói munkássága
1887-ben jelentek meg első irodalmi dolgozatai a Fővárosi Lapokban, melynek később munkatársa volt. Tíz évi újságírói pályája alatt hírlapi és tanügyi cikkeken kívül néhány száz tárcát, rajzot és verset írt. Novelláinak alakjai többnyire szomorú, beletörődő, megtört emberek.
Elbeszéléseiben és regényeiben realista eszközökkel jelenítette meg a századforduló kisembereinek szürke, színtelen életét. „Hivatalnok-páriák. … Vértesy Gyula elbeszélő tehetsége ezekben a hivatalnok-novellákban érvényesül legegyenletesebben. Kerek, egyszerű kompozíció, sallang nélküli nyelv, némi jóízű bőbeszédűség, mintegy az anekdota-mondás és a részvét közlékenységének elegye, hivatalnok-milieu-k és alakok biztos rajza – ily tulajdonságok dicsérik a novellákat.” – írta A vér című kötettel kapcsolatban méltatója, Tóth Árpád.

## Munkái
- Az élet bajai Beszélyek. Debrecen, 1890.
- Sebek Elbeszélések. Debrecen, 1893.
- Elbeszélések Budapest, 1895.
- Apám, édes apám! vagy Isten ujja, néha a gyerek szava Budapest, év n.
- A kis doktor története Regény. Budapest, 1897.
- Falusi történetek Elbeszélések. Budapest, 1902.
- Az élet Elbeszélések. Budapest, 1908.
- Rabszolgák Elbeszélések. Budapest, 1908.
- A szomorúság tarlóján Versek, 1890–1900. Budapest, 1909.
- A vér Novellák. Budapest, 1914.